# Ana Figuero
Ana Figueroa, née le 19 juin 1907 à Santiago, morte le 8 avril 1970,,, dans la même ville, est une éducatrice, féministe, militante politique, haut fonctionnaire et diplomate chilienne.
Elle enseigne le français et la psychologie.
Féministe, elle est notamment présidente de la Fédération chilienne des institutions féminines et participe aux campagnes pour l'obtention du droit de vote des femmes.
Pour le gouvernement, elle est superviseure générale du système scolaire chilien, puis directrice au Bureau des femmes du ministère des Affaires étrangères. Elle est ensuite représentante du Chili auprès de l'Organisation des Nations unies puis directrice générale adjointe de l'Organisation internationale du travail.
Elle est notamment la première femme à avoir présidé une commission de l'Assemblée générale des Nations unies et à avoir siégé au Conseil de sécurité de l'ONU.

## Biographie

### Jeunesse, formation
Ana Figuero naît à Santiago le 19 juin 1907. Elle est la fille de Miguel Figueroa Rebolledo et d'Ana Gajardo Infante. Elle étudie à l'université du Chili et en obtient le diplôme en 1928.

### Enseignante, militante, haut fonctionnaire
Elle commence à travailler la même année 1928, en tant que professeur d'anglais. Elle travaille plus tard comme directrice du Liceo San Felipe en 1938 et du Liceo de Temuco en 1939. Elle poursuit ensuite des études aux États-Unis, au Teachers College de l'université Columbia en 1946 et au Colorado State College à Greely la même année.
Elle promeut le suffrage universel en 1948 en tant que présidente de la Fédération chilienne des institutions féminines (Federación Chilena de Instituciones Femeninas), qui aboutit progressivement, des suffrages locaux aux suffrages nationaux, de 1931 à 1952,. 
Elle est superviseure générale du système scolaire chilien de 1947 à 1949. Elle dirige le Bureau des femmes du ministère des Affaires étrangères, en 1949 et 1950,.
Elle enseigne par ailleurs la psychologie à l'École universitaire des travailleurs sociaux. Elle est aussi journaliste au Social Periodistica del Sur.

### Représentante auprès des Nations unies
Elle représente le Chili comme ministre plénipotentiaire de 1950 à 1952 auprès de la Troisième Assemblée générale des Nations unies. À l'ONU, elle est nommée membre de la commissions des droits de l'homme de l'ONU, et présidente du Comité social, culturel et humanitaire. En 1952, elle siège au Conseil de sécurité de l'ONU. Elle occupe ensuite plusieurs autres postes clés à l'ONU, notamment sur les questions liées aux réfugiés de toutes les régions du monde.
Ana Figuero est la première femme à présider une commission de l'Assemblée générale des Nations unies, la première femme à participer au Conseil de sécurité des Nations unies, ainsi qu'au Bureau des affaires de désarmement des Nations unies,.

### Directrice à l'Organisation internationale du travail
En 1952, elle rejoint l'Organisation internationale du Travail (OIT) comme directrice générale adjointe, chargée des sujets liés aux questions féminines. À l'OIT, elle est également secrétaire générale adjointe de plusieurs sessions de la conférence annuelle et participe à de nombreuses conférences régionales.
Ana Figuero est la première femme à occuper ce poste de directrice générale adjointe de l'Organisation internationale du Travail,.

### Autres instances
Ana Figuero est membre de plusieurs autres instances, comme la Social de Profesores (l'Association des professeurs), la Federaciaon Chilena de Instituiciones Femeninans (Fédération chilienne des institutions féminines), le Sindicato de Profesores Chilenos (Syndicat des professeurs chiliens), d'Ateneo (Temuco), et membre honoraire de la Société de culture interaméricaine à Buenos Aires.

### Retraite, décès, hommages
Elle prend retraite de l'OIT au deuxième semestre de 1967, pour des raisons de santé. Elle meurt trois ans plus tard, en 1970. Après sa retraite, lors de la session du Conseil d'administration et après sa mort, des hommages appuyés lui sont rendus. Les témoignages évoquent son sens de l'organisation, sa défense de la liberté pendant plus de 25 ans, l'affection générale qu'elle suscite, les nobles idéaux de justice qui ont toujours inspiré ses actions et sa personnalité, qui est un « beau symbole de la grâce et du charme, de la chaleur et de la gaieté de l'Amérique latine ».

## Publications
Ana Figuero est l'autrice d'un livre intitulé Educacion sexual ([Éducation sexuelle], 1934).